# Konstytucja Chile z 1823 roku
Konstytucja Chile z 1823 roku zwana Konstytucja moralistyczną - została przyjęta i zaprzysiężona 29 grudnia 1823 roku, jej autorem był przewodniczący Kongresu Konstytucyjnego Juan Egaña Riesco. Została zawieszona w lipcu 1824 roku, ostatecznie uchylono ją w grudniu tego samego roku. Składała się z 277 artykułów, jej główne postanowienia to:
- Utrzymanie statusu katolicyzmu jako religii państwowej (z zakazem praktykowania jakiejkolwiek innej)
- Określenie sposobów nabywania obywatelstwa chilijskiego (przez urodzenie na terytorium Chile lub z rodziców Chilijczyków za granicą, drogą naturalizacji przewidzianą w ustawie)
- Przekazanie władzy wykonawczej w ręce Najwyższego Naczelnika (hiszp. Director Supremo) wybieranego na kadencje czteroletnią i stojącego na czele mianowanego przez siebie rządu
- Przekazania władzy ustawodawczej w ręce Senatu Zachowawczego i Ustawodawczego złożonego z 9 członków wybieranych na kadencje sześcioletnią
- Ustanowienie Rady Państwa (złożonej z wojskowych, cywilów, duchownych oraz byłych Najwyższych Naczelników) opiniującej projekty ustaw i nominacje funkcjonariuszy publicznych
- Ustanowienie Izby Narodowej składającej się z od 50 do 200 członków wybieranych na osiem lat (jedna ósma składu odnawiana co rok) i mającej prawo zatwierdzania wypowiedzenia wojny i uchwalania budżetu, nadawania nagród zasłużonym osobom fizycznym i prawnym, nominacji niektórych urzędników oraz odrzucania bądź przyjmowania projektów ustaw
- Wybór Senatu i Najwyższego Naczelnika w drodze wyborów pośrednich
- Ustanowienie Dyrekcji Ekonomii Narodowej kierowanej przez sześciu dyrektorów
- Reorganizacja systemu sądownictwa